# کبالت(II،III) اکسید
اکسید کبالت(II,III) (به انگلیسی: Cobalt(II,III) oxide) یک ترکیب شیمیایی با شناسه پاب‌کم ۱۱۶۵۱۶۵۱ است. که جرم مولی آن 240.80 g mol−۱ می‌باشد. شکل ظاهری این ترکیب، جامد سیاه است. این ترکیب ساختار چهار ظلعی مشبک دارد که توانایی کبالت در جذب یون های دیگر را بالا می برد.